# Streets of Toronto
Streets of Toronto oder Toronto Exhibition Place ist ein 2,874 km langer Stadtkurs in Toronto, Ontario, Kanada. Die Strecke ist auf dem Veranstaltungsgelände Exhibition Place angesiedelt und besitzt elf Kurven.

## Geschichte
Bereits in den 1950er Jahren wurden auf einem asphaltierten 1/3-Meilen-Oval im Innern des auf dem Gelände liegenden Exhibition Stadiums Stockcar-Rennen ausgetragen. Erste Pläne eine Strecke um den Lakeshore Boulevard anzulegen gab es bereits in den 1970er Jahren. Diese erfuhren erst Unterstützung als in Montreal das Formel-1-Rennen auf dem Circuit Gilles-Villeneuve initiiert wurde. Die Molson Brauerei konnte als Sponsor gewonnen werden und die Indycar-Serie war froh für ihre kanadische Runde das unpopuläre Sanair-Oval aufgeben zu können.
Das erste Rennen fand am 20. Juni 1986 statt.
1996 wurde aufgrund des Baus des National Trade Centre-Gebäudes die Start-Ziel-Gerade verlängert, indem die Kurven 10 und 11 mit einem engeren Radius versehen wurden. Beim CART-Rennen im selben Jahr verstarb Jeff Krosnoff bei einem Unfall der sich auf dem Lakeshore Boulevard vor Turn 3 ereignete. 2016 wechselte die Boxengasse die Seite und liegt nun auf der Außenseite der Strecke. Die Änderungen waren für den Bau des Hotel X Toronto nötig.
Der erfolgreichste Fahrer auf dem Stadtkurs war Michael Andretti mit sieben Siegen. Dies ist auch der Allzeit-Rekord der CART-Serie für Siege eines Fahrer auf einer bestimmten Rennstrecke.

## Veranstaltungen
Das Rennen in Toronto ist nach dem Indycar-Rennen in Long Beach das am zweitlängsten ausgetragene Stadtrennen der Nordamerikanischen Formelserie. Es wird seit 1986 ausgerichtet und wurde lediglich 2 mal – 2008 wegen der Vereinigung von CART und Indycar und 2020–21 wegen der weltweiten COVID-19-Pandemie – ausgesetzt.
Von 1986 bis 2007 fand das Champ-Car-Rennen Molson Indy Toronto auf der Strecke statt. Seit 2009 ist die Rennstrecke Bestandteil der IndyCar Series, die dort das Honda Indy Toronto austrägt. Im Rahmenprogramm der IndyCar-Veranstaltung tragen weitere Rennserien ihre Rennen aus.